# La Vallée du repos
La Vallée du repos (en anglais The Vale of Rest) est un tableau réalisé par le peintre britannique John Everett Millais en 1858-1859. De format horizontal, cette huile sur toile est une scène de genre préraphaélite dont le titre s'inspire d'un lied de Felix Mendelssohn. Elle représente deux religieuses creusant une tombe au crépuscule dans un cimetière. L'œuvre est conservée par la Tate Britain, à Londres. Elle a pour pendant Printemps, une peinture dans les collections de la Lady Lever Art Gallery, à Port Sunlight.

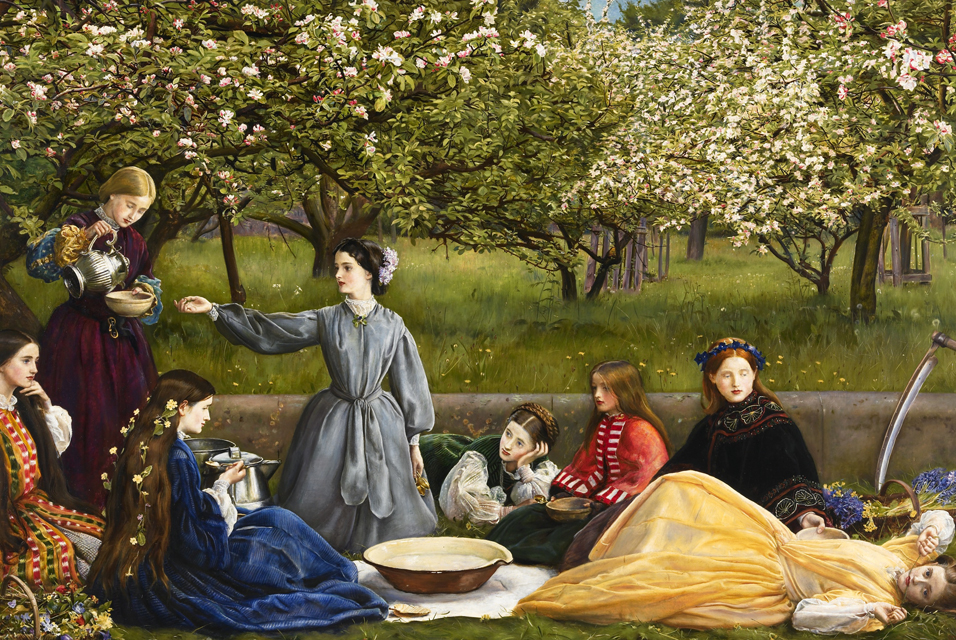
Printemps, 1859 – Lady Lever Art Gallery, Port Sunlight.